# Pech de Bugarach
Pech de Bugarach (také Pic de Bugarach nebo Puèg de Bugarag) je hora ve francouzském departementu Aude. Nachází se na území obcí Bugarach a Camps-sur-l'Agly a s nadmořskou výškou 1230 m je nejvyšším vrcholem pohoří Massif des Corbières. Pramení zde řeka Agly.
Pech de Bugarach je geologickou pozoruhodností, kde došlo ke kernému přesmyku na hranici Iberské desky a starší vrstvy se dostaly nad mladší. Pro svoji izolovanost a nápadný tvar je významným orientačním bodem a Pierre Méchain ji využíval při svých geodetických měřeních.
Přes horu prochází stezka GR č. 36. Místními pozoruhodnostmi jsou průchod skalním oknem a vodopád Cascade des Mathieux. Z vrcholu se nabízí kruhový výhled a za příznivého počasí je možno zahlédnout i Lví záliv.
Hora patří k místům spojeným s katarskou historií jižní Francie, rovněž je spojována s paranormálními jevy a pozorováním UFO. Existuje proroctví, že toto místo přetrvá konec světa, v prosinci 2012 proto místní úřady kvůli obavám ze srocování vyznavačů pseudovědy zakázaly přístup na vrchol.